# Fondation Louis-Vuitton
La Fondation Louis-Vuitton, iniciat el 2006, és un museu d'art i centre cultural patrocinat pel grup LVMH i les seves filials. Es gestiona com una entitat sense ànim de lucre separada legalment com a part de la promoció de l'art i la cultura de LVMH.
El museu d'art es va inaugurar a l'octubre del 2014. L'edifici va ser dissenyat per l'arquitecte Frank Gehry i està situat al costat del Jardin d'Acclimatation del Bois de Boulogne, al 16è districte de París. Més de 1.400.000 persones van visitar la Fondation Louis-Vuitton el 2017.